# Válur
Válur este un oraș din Insulele Faroe.